# Sławianka (stacja kolejowa)
Sławianka (ros. Славянка) – stacja kolejowa w miejscowości Petersburg, w Rosji. Położona jest na linii Petersburg - Moskwa.